# گمینا راتسواویتسه
گمینا راتسواویتسه (به لهستانی:  Gmina Racławice) یک گمینا در لهستان است که در شهرستان میخوف واقع شده‌است. گمینا راتسواویتسه ۵۹٫۱۸ کیلومتر مربع مساحت و ۲٬۵۱۴ نفر جمعیت دارد.